# Diego Calzado
Diego Calzado Pérez (León, España, 27 de agosto de 1985) es un futbolista retirado español. Jugaba de portero, en la Cultural y Deportiva Leonesa B, Cultural y Deportiva Leonesa y por último en el Júpiter Leonés de la Tercera División de España. Actualmente es entrenador del Olímpico de León club de León, en él se encarga de una categoría base junto a su ayudante Guillermo Presa. 

## Actualidad
Diego Calzado tras dejar atrás el fútbol profesional, siguió jugando en el Júpiter Leonés (Cultural Y Deportiva Leonesa B) recién ascendido a la Tercera división Española, hasta concluir su retirada definitiva del fútbol como jugador, actualmente sigue relacionado con el fútbol leonés, en este caso en el renacido Olímpico De León, cuenta con un equipo de fútbol base a su cargo, aparte sigue teniendo su famoso campus realizado en los meses de verano, que el último se realizado en las instalaciones del Olímpico De León.

## Clubes
| Club               | País   | Año       |
| ------------------ | ------ | --------- |
| Cultural Leonesa B | España | 2004-2007 |
| Cultural Leonesa   | España | 2007-2016 |
| Júpiter Leonés     | España | 2016-2018 |